# Haapasalo och Kaartinsalo
Haapasalo och Kaartinsalo är två öar i Finland., som förenas av ett smalt näs. De ligger i sjön Päijänne och i kommunen Sysmä i den ekonomiska regionen  Lahtis ekonomiska region  och landskapet Päijänne-Tavastland, i den södra delen av landet. Öarnas sammanlagda area är 1,82 kvadratkilometer och den största längden 3,2 kilometer i sydöst-nordvästlig riktning.